# Xã Sunnyside, Quận Pennington, Nam Dakota
Xã Sunnyside (tiếng Anh: Sunnyside Township) là một xã thuộc quận Pennington, tiểu bang Nam Dakota, Hoa Kỳ. Năm 2010, dân số của xã này là 16 người.